# Dmitro Dmitrovics Szidor
Dmitro Dmitrovics Szidor (ukránul: Дмитро Дмитрович Сидор, ruszin nyelven: Дмитрий Дмитриевич Сидор; Kislécfalva, 1955. március 29.) kárpátaljai közéleti személyiség, kárpátaljai ruszin ortodox lelkész. A Kárpátaljai Ruszin Szojm elnöke, a kárpátaljai ruszinok ruszofil irányzatának egyik vezető személyisége.
Kárpátalja Munkácsi járásában, Kislécfalván (Lecovicja) született ortodox lelkész családjában. 1971-től 1976-ig az Ungvári Állami Egyetem fizika karán tanult. Ezt követően a munkácsi műszergyárban dolgozott. Közben tanult a Moszkvai Teológiai Akadémián is, melyet 1982-ben végzett el. 1982–1900 között Perecseny ortodox templomában szolgált. 1990-ben Ungvárra helyezték.
Aktív közéleti tevékenységet fejt ki. 1994-ben egyik fő szervezője volt az ungvári Cirill és Metód Társaságnak. Küldöttként részt vett a Budapesten 1997-ben megrendezett 4. Ruszin Világkongresszuson, majd fő szervezője volt az ungvári 5. Ruszin Világkongresszusnak. A ruszin autonómia egyik szószólója. 2011 elején az ukrán médiában és a szomszédos országok sajtóiban is nyilvánosságot kapott Szidor állítólagos kijelentése, mely szerint Kárpátalján felkelést kellene indítani a ruszinok kisebbségi jogaiért. Szidor egy interjúban tagadta, hogy ilyesmit állított volna, véleménye szerint a SZBU találta ki ezt az egészet, hogy a külföldiek előtt is le lehessen jártani a ruszin autonómia mozgalmat. Az ukrán média egyebek mellett azt is állította, hogy a háttérből Moszkva támogatja Szidort.
Két lánya van, Anna és Marija.